# Leistungspunkt
Ein Leistungspunkt (auch Credit) ist eine standardisierte relative Einheit, die man nach erbrachter Studienleistung im akademischen Semester (Studienhalbjahr) oder Trimester (drei Monate) an einer Schule oder Universität erwirbt. Leistungspunkte werden für erfolgreich besuchte Kurse, Module oder Tätigkeiten von der jeweiligen Bildungseinrichtung vergeben. Je höher der Aufwand eines Kurses ist, desto mehr Leistungspunkte werden vergeben.
Europäische Hochschulen haben unter den Regeln des Bologna-Prozesses ein Europäisches System zur Übertragung und Akkumulierung von Studienleistungen (ECTS) eingeführt.

## Europa
Leistungspunkte (LP), Kreditpunkte (KP) oder Credit Points (CP) an europäischen Hochschulen bezeichnen ECTS-Punkte (auch ECTS-Credits). Sie sind ein quantitatives Maß für den Arbeits- und Lernaufwand der Studierenden.
Für einen ECTS-Punkt (1 LP) werden 25–30 akademische Arbeits- und Lernstunden (Workload) von den Studierenden gefordert. Der Workload umfasst die Vor- und Nachbereitungszeit eines Moduls in Zeitstunden plus den Unterricht in Semesterwochenstunden. Hinzu kommen Zeitstunden für Prüfungen, Prüfungsvorbereitung, Abschluss- und Studienarbeiten und teilweise auch Praktika.
Für ein erfolgreich absolviertes Kurs-Modul vergibt die Hochschule die in der Modulbeschreibung angegebenen Punkte (Credits). Im Vollzeitstudium wird davon ausgegangen, dass 60 Leistungspunkte pro akademischem Jahr gesammelt werden, was einem Aufwand von 1500 bis 1800 Zeitstunden entspricht. Nicht berücksichtigt werden der zeitliche Organisationsaufwand des Studiums und Fahrtzeiten.
ECTS-Punkte sind keine Leistungsbewertungen. In Bezug auf absolvierte Kurs-Module werden Bewertungen als Noten zusätzlich zu ECTS-Punkten vergeben, in der Regel mit Noten von „1“ bis „5“.

## Nordamerika
Bei der Bewerbung um einen Studienplatz werden an US-amerikanischen Schulen Leistungspunkte nicht nur für die akademischen Leistungen, sondern auch auf die Verdienste um das Gemeinwohl oder das Engagement innerhalb einer Schule vergeben. Je mehr Leistungspunkte ein Schüler hat, umso höher sind die Vergabechancen für einen Studienplatz.
Abweichend vom europäischen ECTS-Leistungspunkt dokumentiert der US-amerikanische und kanadische Leistungspunkt keine Arbeitszeit außerhalb des Unterrichts (z. B. Lern-, Vor- und Nachbearbeitungszeit). Die Bewertung der durchschnittlich aufzuwendenden Gesamtarbeitszeit, die mit einem Seminar und gegebenenfalls mit einer Thesis bzw. Dissertation verbunden ist, soll durch die Verrechnung des Hochschulrankings derjenigen Institution, welche die Leistungspunkte vergibt, sowie des Levels dieser Leistungspunkte (credit level) ermöglicht werden. Beispielsweise kann der durchschnittliche Arbeitsaufwand für einen 3-credit course mit niedrigem course level und an einer herkömmlichen Hochschule ihrer zugewiesenen Präsenzzeit (on-campus und gegebenenfalls online) entsprechen, hingegen kann ein 3-credit course mit hohem course level und an einer internationalen Spitzenforschungsinstitution unter Umständen mit der doppelten Präsenzzeit bewertet werden (3-credit course = 6-credit equivalent). Mit diesem Verrechnungssystem soll die Anrechen- und Vergleichbarkeit zwischen in- und ausländischen Hochschulen ermöglicht und für Arbeitgeber die Bewertung einer erbrachten Studienleistung erleichtert werden.